# Katusha–Alpecin

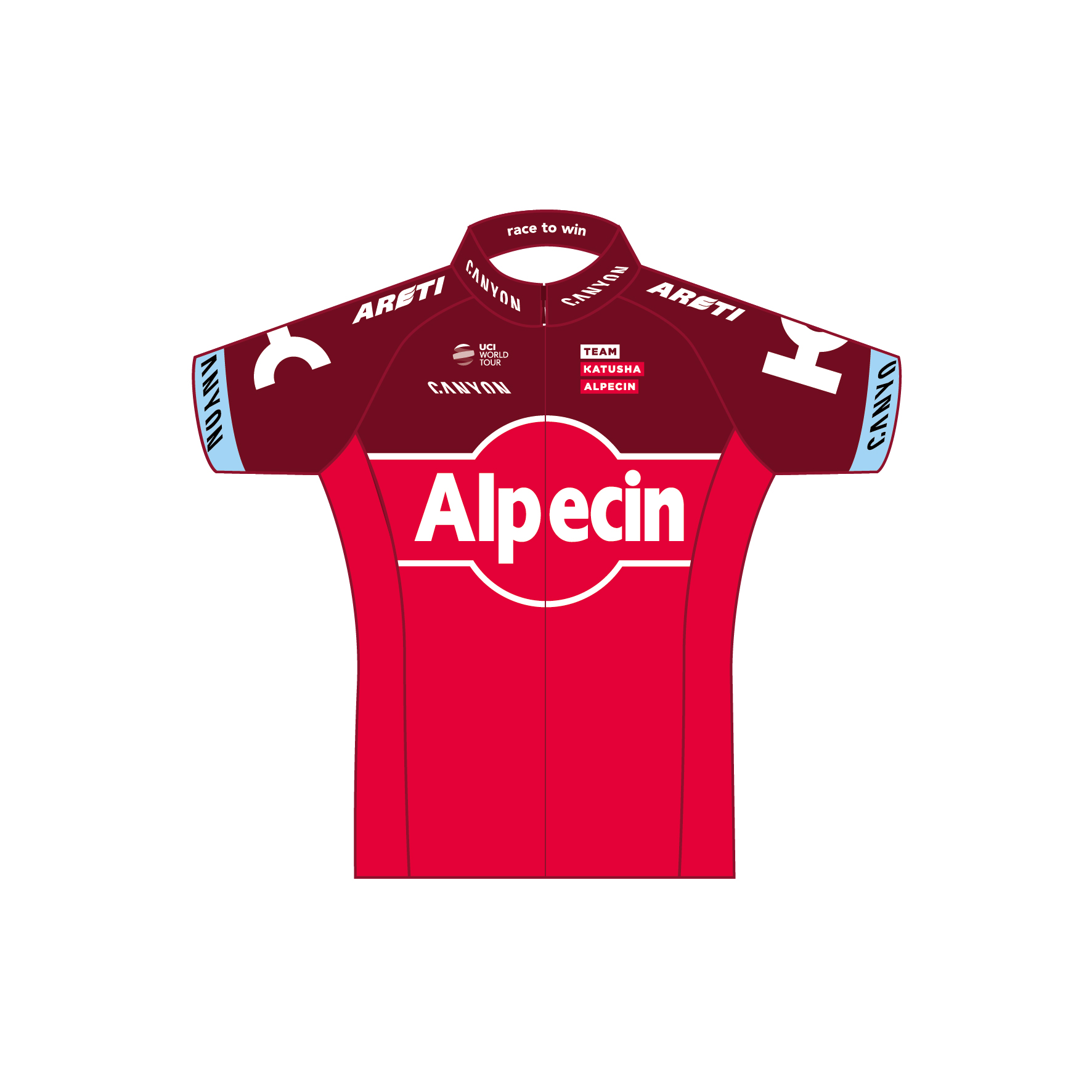
Форма команды в 2017 году

Katusha-Alpecin (UCI Team Code: KAT) — швейцарская профессиональная шоссейная велосипедная команда.

## История
Официальным днём создания команды является 23 декабря 2008 года, когда прошла первая презентация команды. За месяц до этого Международный союз велосипедистов (UCI) выдал команде лицензию Про Тур на сезон 2009 года. «Катюша» стала первой российской командой, получившей лицензию высшей лиги мирового велоспорта. Свой первый сезон в Про Туре «Катюша» провела в 2009 году. В 2010 году команда «Катюша» получила лицензию Мирового Тура.
Основателем и руководителем команды «Катюша» является российский бизнесмен Игорь Макаров. Главным спонсором команды «Катюша» до 2015 года являлась группа компаний «Итера», руководителем которой был Макаров. С 2016 года главным спонсором команды является группа компаний «Арети», которую также возглавляет Макаров.
Свой первый сезон в высшей лиге (Про Тур) в 2009 году команда «Катюша» завершила на 10-м месте в Мировом командном рейтинге. В течение сезона гонщики команды одержали 26 побед (включая пролог гонки «Тур Даун Андер» Cancer Council Classic и общий зачёт серии однодневных гонок под общим названием Challenge Mallorca).
Сезон 2010 года команда «Катюша» завершила на 4-м месте в Мировом командном рейтинге. Лидер команды Хоаким Родригес занял 1-е место в Мировом индивидуальном рейтинге. В 2010 году «Катюша» одержала 20 побед (включая победы Филиппо Поццато в однодневных гонках Franco Ballerini’s Day и Gerald World Sun).
Сезон 2011 года команда «Катюша» завершила на 11-м месте в Мировом командном рейтинге. Лидер команды Хоаким Родригес занял 3-е место в Мировом индивидуальном рейтинге. В 2011 году «Катюша» одержала 22 победы.
Сезон 2012 года команда «Катюша» впервые завершила на 2-м месте в Мировом командном рейтинге. Лидер команды Хоаким Родригес вновь одержал победу в Мировом индивидуальном рейтинге. В 2012 году «Катюша» одержала 29 побед.
«Катюша» не получила лицензию Мирового тура на сезон-2013. 10 декабря 2012 года Международный союз велосипедистов опубликовал список команд, которые были допущены к участию в соревнованиях Мирового тура в сезоне-2013. «Катюши» в этом перечне не оказалось, хотя ранее команде была выдана лицензия до 2015 года. Таким образом, команда вынуждена была рассчитывать на wild card для попадания на крупнейшие соревнования. Однако 15 февраля 2013 года Спортивный арбитражный суд вернул российской команде «Катюша» лицензию Мирового Тура, а вместе с ней и право выступать в самых престижных велогонках.
В сезоне 2013 года команда «Катюша» заняла 3-е место в Мировом командном рейтинге, а Хоаким Родригес в третий раз в истории команды и своей карьере выиграл Мировой индивидуальный рейтинг. В 2013 году команда «Катюша» одержала рекордные на тот момент 30 побед.
В 2014 году команда «Катюша» заняла 6-е место в Мировом командном рейтинге. Гонщики команды одержали 25 побед.
Сезон 2015 года стал рекордным для команды «Катюша» за всю историю существования проекта. Во-первых, команда вновь стала 2-й в Мировом командном рейтинге, набрав рекордные 1606 очков и отстав от победителя рейтинга, команды Movistar всего на 13 очков. Во-вторых, гонщики команды впервые одержали 40 побед за сезон. Кроме того, в общей сложности команда завоевала 103 призовых места (40 побед, 28 вторых и 35 третьих мест). Хоаким Родригес занял 2-е место в Мировом индивидуальном рейтинге.
Как и в 2014 году, команда Катюша в 2016 году заняла 6-е место в Мировом командном рейтинге. Гонщики команды одержали 25 побед, включая победы на этапах гонок Тур Де Франс, Джиро Италии и Вуэльта Испании.
По итогам сезона 2019 года команда прекратила существование. Основная масса спортсменов отправилась в команду Israel Cycling Academy, которая купила материнскую компанию Team Katusha — Alpecin, владевшую лицензией WorldTour.

## Составы и победы

### 2019
Состав
| Состав 2019                                 | Состав 2019      | Состав 2019                       | Состав 2019 |
| Гонщик                                      | Дата рождения    | Предыдущая команда                |             |
| ------------------------------------------- | ---------------- | --------------------------------- | ----------- |
| Павел Кочетков                              | 7 марта 1986     | RusVelo (2013)                    |             |
| Вячеслав Кузнецов                           | 24 июня 1989     | Itera-Katusha (2012)              |             |
| Дмитрий Страхов                             | 17 мая 1995      | Lokosphinx (2018)                 |             |
| Ильнур Закарин                              | 15 сентября 1989 | RusVelo (2014)                    |             |
| Энрико Баттальин                            | 17 ноября 1989   | LottoNL-Jumbo (2018)              |             |
| Йенте Бирманс                               | 30 октября 1995  | SEG Racing Academy (2016)         |             |
| Иэн Босуэлл                                 | 7 февраля 1991   | Team Sky (2017)                   |             |
| Стефф Крас                                  | 13 февраля 1996  | BMC Development (2017)            |             |
| Йенс Дебюшер                                | 28 августа 1989  | Lotto-Soudal (2018)               |             |
| Алекс Даусетт                               | 3 октября 1988   | Movistar Team (2017)              |             |
| Маттео Фаббро                               | 10 апреля 1995   | Friuli (2017)                     |             |
| Жозе Гонсалвеш                              | 13 февраля 1989  | Caja Rural-Seguros RGA (2016)     |             |
| Рубен Геррейру                              | 6 июля 1994      | Trek-Segafredo (2018)             |             |
| Нейтан Хаас                                 | 12 марта 1989    | Dimension Data (2017)             |             |
| Марко Халлер                                | 1 апреля 1991    | Adria Mobil (2011)                |             |
| Рето Холленштайн                            | 22 августа 1985  | IAM Cycling (2016)                |             |
| Марсель Киттель                             | 11 мая 1988      | Quick-Step Floors (2017)          |             |
| Даниэль Наварро                             | 18 июля 1983     | Cofidis, Solutions Crédits (2018) |             |
| Нильс Политт                                | 6 марта 1994     | Stölting (2015)                   |             |
| Вилли Смит                                  | 29 декабря 1992  | UC Nantes Atlantique (2016)       |             |
| Симон Шпилак                                | 23 июня 1986     | Lampre-ISD (2011)                 |             |
| Гарри Танфилд                               | 17 ноября 1994   | Canyon Eisberg (2018)             |             |
| Мадс Вюрц Шмидт                             | 31 марта 1994    | Virtu Pro-Veloconcept (2016)      |             |
| Рик Цабель                                  | 7 декабря 1993   | BMC Racing Team (2016)            |             |
| Юри Холльман (1 авг–31 дек, стажёр)         | 30 августа 1999  | Heizomat rad-net.de (2019)        |             |
|                                             |                  |                                   |             |
| Источники: ProCyclingStats Cycling Quotient |                  |                                   |             |

Победы
| 3 фев  | Трофео Пальмы             | 1.1   | Марсель Киттель |
| 3 май  | Тур Йоркшира, 2-й этап    | 2.HC  | Рик Цабель      |
| 24 май | Джиро д’Италия, 13-й этап | 2.UWT | Ильнур Закарин  |

Состав
| Состав 2018                                 | Состав 2018      | Состав 2018                             | Состав 2018 |
| Гонщик                                      | Дата рождения    | Предыдущая команда                      |             |
| ------------------------------------------- | ---------------- | --------------------------------------- | ----------- |
| Максим Бельков                              | 9 января 1985    | Vacansoleil-DCM (2011)                  |             |
| Павел Кочетков                              | 7 марта 1986     | RusVelo (2013)                          |             |
| Вячеслав Кузнецов                           | 24 июня 1989     | Itera-Katusha (2012)                    |             |
| Ильнур Закарин                              | 15 сентября 1989 | RusVelo (2014)                          |             |
| Дмитрий Страхов (1 авг–31 дек, стажёр)      | 17 мая 1995      | Lokosphinx (2018)                       |             |
| Йенте Бирманс                               | 30 октября 1995  | SEG Racing Academy (2016)               |             |
| Иэн Босуэлл                                 | 7 февраля 1991   | Team Sky (2017)                         |             |
| Стефф Крас                                  | 13 февраля 1996  | BMC Development (2017)                  |             |
| Алекс Даусетт                               | 3 октября 1988   | Movistar Team (2017)                    |             |
| Маттео Фаббро                               | 10 апреля 1995   | Friuli (2017)                           |             |
| Жозе Гонсалвеш                              | 13 февраля 1989  | Caja Rural-Seguros RGA (2016)           |             |
| Нейтан Хаас                                 | 12 марта 1989    | Dimension Data (2017)                   |             |
| Марко Халлер                                | 1 апреля 1991    | Adria Mobil (2011)                      |             |
| Рето Холленштайн                            | 22 августа 1985  | IAM Cycling (2016)                      |             |
| Марсель Киттель                             | 11 мая 1988      | Quick-Step Floors (2017)                |             |
| Роберт Кишерловски                          | 9 августа 1986   | Tinkoff (2016)                          |             |
| Мауриц Ламмертинк                           | 31 августа 1990  | Roompot-Oranje Peloton (2016)           |             |
| Тьягу Машаду                                | 18 октября 1985  | NetApp-Endura (2014)                    |             |
| Тони Мартин                                 | 23 апреля 1985   | Etixx-Quick Step (2016)                 |             |
| Марко Матис                                 | 7 апреля 1994    | Rad-net Rose (2016)                     |             |
| Батист Планкарт                             | 28 сентября 1988 | Wallonie Bruxelles-Group Protect (2016) |             |
| Нильс Политт                                | 6 марта 1994     | Stölting (2015)                         |             |
| Джонатан Рестрепо                           | 28 ноября 1994   | Coldeportes-Claro (2015)                |             |
| Вилли Смит                                  | 29 декабря 1992  | UC Nantes Atlantique (2016)             |             |
| Симон Шпилак                                | 23 июня 1986     | Lampre-ISD (2011)                       |             |
| Мадс Вюрц Шмидт                             | 31 марта 1994    | Virtu Pro-Veloconcept (2016)            |             |
| Рик Цабель                                  | 7 декабря 1993   | BMC Racing Team (2016)                  |             |
|                                             |                  |                                         |             |
| Источники: ProCyclingStats Cycling Quotient |                  |                                         |             |

Победы
| 14 фев | Тур Омана, 2-й этап           | 2.HC  | Нейтан Хаас     |
| 8 мар  | Тиррено - Адриатико, 2-й этап | 2.UWT | Марсель Киттель |
| 12 мар | Тиррено - Адриатико, 6-й этап | 2.UWT | Марсель Киттель |

Состав
| Состав 2017                                 | Состав 2017      | Состав 2017                             | Состав 2017 |
| Гонщик                                      | Дата рождения    | Предыдущая команда                      |             |
| ------------------------------------------- | ---------------- | --------------------------------------- | ----------- |
| Максим Бельков                              | 9 января 1985    | Vacansoleil-DCM (2011)                  |             |
| Павел Кочетков                              | 7 марта 1986     | RusVelo (2013)                          |             |
| Вячеслав Кузнецов                           | 24 июня 1989     | Itera-Katusha (2012)                    |             |
| Матвей Мамыкин                              | 31 октября 1994  | Itera-Katusha (2015)                    |             |
| Рейн Таарамяэ                               | 24 апреля 1987   | Astana (2015)                           |             |
| Ильнур Закарин                              | 15 сентября 1989 | RusVelo (2014)                          |             |
| Йенте Бирманс                               | 30 октября 1995  | SEG Racing Academy (2016)               |             |
| Свен Эрик Бюстрём                           | 21 января 1992   | Øster Hus-Ridley (2014)                 |             |
| Жозе Гонсалвеш                              | 13 февраля 1989  | Caja Rural-Seguros RGA (2016)           |             |
| Марко Халлер                                | 1 апреля 1991    | Adria Mobil (2011)                      |             |
| Рето Холленштайн                            | 22 августа 1985  | IAM Cycling (2016)                      |             |
| Роберт Кишерловски                          | 9 августа 1986   | Tinkoff (2016)                          |             |
| Александер Кристофф                         | 5 июля 1987      | BMC Racing Team (2011)                  |             |
| Мауриц Ламмертинк                           | 31 августа 1990  | Roompot-Oranje Peloton (2016)           |             |
| Альберто Лосада                             | 28 февраля 1982  | Caisse d'Épargne (2010)                 |             |
| Тьягу Машаду                                | 18 октября 1985  | NetApp-Endura (2014)                    |             |
| Тони Мартин                                 | 23 апреля 1985   | Etixx-Quick Step (2016)                 |             |
| Марко Матис                                 | 7 апреля 1994    | Rad-net Rose (2016)                     |             |
| Микаэль Мёркёв                              | 30 апреля 1985   | Tinkoff-Saxo (2015)                     |             |
| Батист Планкарт                             | 28 сентября 1988 | Wallonie Bruxelles-Group Protect (2016) |             |
| Нильс Политт                                | 6 марта 1994     | Stölting (2015)                         |             |
| Джонатан Рестрепо                           | 28 ноября 1994   | Coldeportes-Claro (2015)                |             |
| Мадс Вюрц Шмидт                             | 31 марта 1994    | Virtu Pro-Veloconcept (2016)            |             |
| Симон Шпилак                                | 23 июня 1986     | Lampre-ISD (2011)                       |             |
| Анхель Висиосо                              | 13 апреля 1977   | Androni Giocattoli-CIPI (2011)          |             |
| Рик Цабель                                  | 7 декабря 1993   | BMC Racing Team (2016)                  |             |
| Пётр Хавик (1 авг–31 дек, стажёр)           | 7 июля 1994      | Team 3M (2016)                          |             |
|                                             |                  |                                         |             |
| Источники: ProCyclingStats Cycling Quotient |                  |                                         |             |

Победы
| 2 фев  | Этуаль де Бессеж, 2-й этап                | 2.1   | Александер Кристофф |
| 2 фев  | Вуэльта Валенсии, 2-й этап                | 2.1   | Тони Мартин         |
| 14 фев | Тур Омана, 1-й этап                       | 2.HC  | Александер Кристофф |
| 17 фев | Тур Омана, 4-й этап                       | 2.HC  | Александер Кристофф |
| 19 фев | Тур Омана, 6-й этап                       | 2.HC  | Александер Кристофф |
| 29 мар | Три дня Де-Панне - Коксейде, 2-й этап     | 2.HC  | Александер Кристофф |
| 1 май  | Эшборн - Франкфурт                        | 1.UWT | Александер Кристофф |
| 27 май | Тур Бельгии, 4-й этап                     | 2.HC  | Мауриц Ламмертинк   |
| 16 июн | Тур Швейцарии, 6-й этап                   | 2.UWT | Симон Шпилак        |
| 17 июн | Стер ЗЛМ Тур, 3-й этап                    | 2.1   | Жозе Гонсалвеш      |
| 18 июн | Тур Швейцарии, генеральная классификация  | 2.UWT | Симон Шпилак        |
| 18 июн | Стер ЗЛМ Тур, генеральная классификация   | 2.1   | Жозе Гонсалвеш      |
| 23 июн | Чемпионат Германии - индивидуальная гонка | CN    | Тони Мартин         |
| 23 июн | Чемпионат России - индивидуальная гонка   | CN    | Ильнур Закарин      |
| 30 июл | Лондон - Суррей Классик                   | 1.UWT | Александер Кристофф |
| 11 авг | Арктическая гонка Норвегии, 2-й этап      | 2.HC  | Александер Кристофф |

| Имя Фамилия        | Дата рождения         | Страна     | Откуда:           |
| Максим Бельков     | 9 января 1985 года    | Россия     |                   |
| Свен Эрик Бистрём  | 21 января 1992 года   | Норвегия   |                   |
| Юрген Ван ден Брук | 1 февраля 1983 года   | Бельгия    | Lotto Soudal      |
| Анхель Висиозо     | 13 апреля 1977 года   | Испания    |                   |
| Эдуард Ворганов    | 7 декабря 1982 года   | Россия     |                   |
| Антон Воробьев     | 12 октября 1990 года  | Россия     |                   |
| Якопо Гварньери    | 14 августа 1987 года  | Италия     |                   |
| Ильнур Закарин     | 15 сентября 1989 года | Россия     |                   |
| Владимир Исайчев   | 21 апреля 1986 года   | Россия     |                   |
| Дмитрий Козончук   | 5 апреля 1984 года    | Россия     |                   |
| Павел Кочетков     | 7 марта 1986 года     | Россия     |                   |
| Александр Кристофф | 5 июля 1987 года      | Норвегия   |                   |
| Вячеслав Кузнецов  | 24 июня 1989 года     | Россия     |                   |
| Сергей Лагутин     | 14 января 1981 года   | Россия     |                   |
| Альберто Лосада    | 28 февраля 1982 года  | Испания    |                   |
| Тьягу Мачаду       | 18 октября 1985 года  | Португалия |                   |
| Матвей Мамыкин     | 31 октября 1994 года  | Россия     | ИТЕРА-Катюша      |
| Михаэль Мёркёв     | 30 апреля 1985 года   | Дания      | Tinkoff-Saxo      |
| Нильс Политт       | 6 марта 1994 года     | Германия   | Team Stölting     |
| Александр Порсев   | 21 января 1986 года   | Россия     |                   |
| Джонатан Рестрепо  | 28 ноября 1994 года   | Колумбия   | Coldeportes-Claro |
| Хоаким Родригес    | 12 мая 1979 года      | Испания    |                   |
| Егор Силин         | 25 июня 1988 года     | Россия     |                   |
| Рейн Таарамяэ      | 24 апреля 1987 года   | Эстония    | Astana            |
| Марко Халлер       | 1 января 1991 года    | Австрия    |                   |
| Алексей Цатевич    | 5 июля 1989 года      | Россия     |                   |
| Сергей Чернецкий   | 9 апреля 1990 года    | Россия     |                   |
| Симон Шпилак       | 23 июня 1986 года     | Словения   |                   |

## Национальные чемпионаты
2009
 Чемпионат Италии по шоссейному велоспорту, Филиппо Поццато
 Чемпионат России по шоссейному велоспорту, Сергей Иванов
2010
 Чемпионат Молдавии по шоссейному велоспорту, Александр Плюшкин
 Чемпионат России по шоссейному велоспорту — Групповые гонки, Александр Колобнев
 Чемпионат России по шоссейному велоспорту — Индивидуальные гонки, Владимир Гусев
2011
 Чемпионат России по шоссейному велоспорту — Групповые гонки, Павел Брутт
 Чемпионат России по шоссейному велоспорту — Индивидуальные гонки, Михаил Игнатьев
 Чемпионат Белоруссии по шоссейному велоспорту, Александр Кучинский
 Чемпионат Молдавии по шоссейному велоспорту, Александр Плюшкин
2012
 Чемпионат России по шоссейному велоспорту — Групповые гонки, Эдуард Ворганов
 Чемпионат Латвии по шоссейному велоспорту, Гатис Смукулис
 Чемпионат России по шоссейному велоспорту — Индивидуальные гонки, Денис Меньшов
2013
 Чемпионат Латвии по шоссейному велоспорту, Гатис Смукулис
 Чемпионат России по шоссейному велоспорту — Групповые гонки, Владимир Исайчев
2014
 Чемпионат Латвии по шоссейному велоспорту, Гатис Смукулис
 Чемпионат России по шоссейному велоспорту — Индивидуальные гонки, Антон Воробьёв
 Чемпионат России по шоссейному велоспорту — Групповые гонки, Александр Порсев
2015
 Чемпионат Латвии по шоссейному велоспорту— Индивидуальные гонки Гатис Смукулис
 Чемпионат России по шоссейному велоспорту — Групповые гонки, Юрий Трофимов
 Чемпионат Австрии по шоссейному велоспорту — Групповые гонки, Марко Халлер
2016
 Чемпионат России по шоссейному велоспорту — Индивидуальные гонки, Сергей Чернецкий
 Чемпионат России по шоссейному велоспорту — Групповые гонки, Павел Кочетков
2017
 Чемпионат России по шоссейному велоспорту — Индивидуальные гонки, Ильнур Закарин
 Чемпионат Германий по шоссейному велоспорту — Индивидуальные гонки, Тони Мартин
2018
 Чемпионат Германий по шоссейному велоспорту — Индивидуальные гонки, Тони Мартин

## Главные достижения

Триумф Сергея Иванова на Амстел Голд Рэйс 2009

- 1-е место (Сергея Иванова) на Amstel Gold Race 2009.

- 1-е место (Сергея Иванова) на 14-м этапе Tour de France 2009.

- 1-е место (Хоакима Родригеса) в общем зачете Volta Ciclista a Catalunya 2010.

- 1-е место (Евгения Петрова) на 11-м этапе Giro d’Italia 2010.

- 1-е место (Филиппо Поццато) на 12-м этапе Giro d’Italia 2010.

- 1-е место (Хоакима Родригеса) на 12-м этапе Tour de France 2010.

- 1-е место (Хоакима Родригеса) на 14-м этапе Vuelta a España 2010.

- 1-е место в командной классификации на Вуэльта Испании 2010 и 2014.

- 1-е место (Хоакима Родригеса) на Флеш Валонь 2012.

- 2-е место (Хоакима Родригеса) в общем зачете Giro d’Italia 2012.

- 3-е место (Хоакима Родригеса) в общем зачете Vuelta a España 2012.

- 1-е место (Хоакима Родригеса) на Джиро ди Ломбардия 2012.

- 1-е место (Дениса Меньшова) на 20-м этапе Vuelta a España 2012.
- 3-е место (Хоакима Родригеса) в общем зачете Tour de France 2013.

- 1-е место (Даниэля Морено) на Флеш Валонь 2013.

- 1-е место (Хоакима Родригеса) на Джиро ди Ломбардия 2013.

- 1-е место (Александра Кристоффа) на Милан — Сан-Ремо 2014.

- 1-е место (Александра Кристоффа) на 12-м и 15-м этапах Tour de France 2014.

- 1-е место (Александра Кристоффа) на Ваттенфол Сиклассикс 2014.

- 1-е место (Александра Кристоффа) на Тур Фландрии 2015.

- 1-е место (Александра Кристоффа) на Гран-при Плуэ 2015.

- 1-е место (Хоакима Родригеса) на 3-м и 12-м этапах Tour de France 2015.

- 2-е место (Хоакима Родригеса) в общем зачете Vuelta a España 2015.

- 1-е место (Ильнура Закарина) на 11-м этапе Giro d’Italia 2015.

- 1-е место (Ильнура Закарина) в общем зачете Тур Романдии 2015.

- 1-е место (Симона Шпилака) в общем зачете Тур Швейцарии 2015.

- 1-е место (Хоакима Родригеза) в общем зачете Тур Страны Басков 2015.

- 1-е место (Александра Кристоффа) на Тур Эшборн - Франкфурт 2016.

- 1-е место (Рейна Таарамяэ) на 20-м этапе Giro d’Italia 2016.

- 1-е место (Ильнура Закарина) на 17-м этапе Tour de France 2016.

- 1-е место (Сергея Лагутина) на 8-м этапе Vuelta a España 2016.
- 1-е место (Александра Кристоффа) Eschborn-Frankfurt 'Rund um den Finanzplatz' 2017
- 1-е место (Симона Шпилака) Tour de Suisse — Stage 7 2017
- 1-е место (Симона Шпилака) Tour de Suisse GC 2017
- 1-e место (Александра Кристоффа) Prudential RideLondon-Surrey Classic 2017
- 1-е место (Александра Кристоффа) European Continental Championships — Road Race 2017

## Травмы, допинг-скандалы, дисквалификации
2009
- Вице-чемпион мира 2007 года в индивидуальной гонке Ласло Бодроги — единственный из состава российской команды «Катюша», кто начал свой сезон только в мае. Во время прошлогоднего Тура Германии, в ходе разделки, Ласло упал и получил очень серьезный перелом ноги. Возвращение венгерского гонщика планировалось в марте на Коппи - Бартали, однако восстановительный процесс занял более продолжительный срок.
- В январе австралийский гонщик и лидер команды Робби Макьюэн получил тяжелую контузию руки на первом этапе многодневки ПроТура — Тур Даун Андер, задев на финишном участке на скорости свыше семидесяти километров в час фотокамеру высунувшегося через ограждения местного болельщика.
- В апреле по причинам травм, вызванных падениями на Туре де Панн и классике Милан — Сан-Ремо, соответственно, бельгийские гонщики Стейн Ванденберг и Герт Стегманс были вынуждены пропустить неделю фландрских классик.
- В апреле, к сожалению специально приехавших представителей российской прессы, команда была вынуждена сняться с Президентского Тура в Турции. Одному из спринтеров команды было отказано во въезде в эту страну, не являющуюся членом Евросоюза, по причине возникших перед началом многодневки проблем с визой.
- 15 апреля австралийский гонщик российской команды «Катюша» Робби Макьюэн серьёзно упал на финишной прямой бельгийской гонки Шелдеприз Влаандерен. За 200 метров до финиша, во время массового спринта, бельгийский гонщик из команды Silence Lotto Грег Ван Авермат своим передним колесом зацепил заднее колесо Макьюэна. В результате, сначала упал Ван Авермат, а следом за ним и Робби Макьюэн. Падение оказалось тяжелым. Спринтер «Катюши» получил травму головы. К счастью, каска, расколовшаяся на четыре части, спасла гонщика. Сразу после финиша Макьюэн был доставлен в больницу для обследования. Не успев восстановиться к старту Джиро д'Италия, Макьюэн был вынужден отказаться от участия в многодневке.
- В мае 2009 года «Катюша» оказалась вовлеченной в допинг-скандал. Один из её гонщиков, австриец Кристиан Пфаннбергер, которого подозревают в применении допинга, рискует получить пожизненную дисквалификацию, поскольку в 2004 году уже на 2 года отстранялся от соревнований за использование все того же кровяного допинга ЭПО[4][5].
- 23 мая лидер команды Филиппо Поццато не вышел на старт 14-го этапа Джиро д'Италия из-за болей в колене, появившихся после падения на 12-м этапе гонки.
- 28 мая за два километра до финиша второго этапа гонки Тур Бельгии, на одном из поворотов Робби Макьюэн врезался в стойку дорожного указателя, после чего упал на траву от невыносимой боли. После того, как травмированный Макьюэн был доставлен в больницу, австралийскому гонщику «Катюши» была сделана операция, которая прошла успешно. В ходе операции оказалось, что кроме связок было травмировано большеберцовое плато, которое, в итоге, было зафиксировано двумя болтами. После операции Робби мог двигаться, правда, пока при помощи специального устройства, закрепленного на колене. Врачи дали примерный прогноз на восстановление — 3 — 4 недели, после которых гонщик сможет вернуться к тренировкам. Участие Робби в Туре Франции 2009 исключено.
- 9 июня Команда «Катюша» отстранила от участия в соревнованиях Антонио Колома из-за не-негативного допинг-теста на запрещенное вещество — эритропоэтин, сданного 2 апреля 2009 года во внесоревновательный период. Команда ожидает вскрытия и исследования пробы В. Испанский гонщик Антонио Колом присоединился к Катюше в 2009 году из команды Астана[6].
- В июне 2009 года после допинг-скандала, в который была втянута команда, руководство Катюши приняло уникальное для современного велоспорта решение — во все контракты своих гонщиков добавить пункт, согласно которому гонщик, связанный с употреблением допинга, будет не только уволен из команды, но и обязан выплатить команде денежную компенсацию в размере пяти своих годовых зарплат. Новые условия приняли все гонщики команды, за исключением Герта Стегманса. Дальнейшее выступление Стегманса в 2009 году под вопросом[7].
- В июне 2009 года организаторы веломногодневки Вуэльта Испании огласили список приглашенных команд. Для включения в этот список всех испанских команд континентального уровня было необходимо исключить две команды ПроТура. Что и сделали организаторы гонки, исключив команду «Катюша», несмотря на желание команды и её гонщиков выступить на многодневке. Организаторы Вуэльты воспользовались пунктом регламента UCI, согласно которому два новичка ПроТура 2009 года не имеют, в отличие от остальных 16 команд, гарантии на участие в гонках Гранд Тура.